# Komlóssy Artúr
Komlósi Komlóssy Artúr (Debrecen, 1848. december 18. – Debrecen, 1910. augusztus 7.) városi főjegyző, rendezvényszervező. Komlósy Artúr levéltári fogalmazó édesapja.

## Életútja
Komlóssy Imre és Thurzó Róza fia. Középiskoláit és a jogot szülővárosában, Debrecenben végezte. 1870-ben császár és királyi tartalékos hadnagy, majd főhadnagy, 1871-ben a földművelésügyi minisztériumban segédfogalmazó lett. 1874-ben ügyvédi, 1875-ben királyi közjegyzői vizsgát tett. 1883-ban a debreceni első takarékpénztár igazgatója és jogtanácsosa, 1896-ban Debrecen város főjegyzőjéül és a polgármester helyetteséül választották meg. A társadalom és közművelődés terén jelentékeny munkásságot fejtett ki. A debreceni szinügyegylet elnöke volt. Az ő indítványára alakult meg 1890-ben a debreceni Csokonai Kör, melyet irodalmi egyesületté fejlesztett, s melynek haláláig alelnöke volt. Közreműködött a Csokonai-relikviák gyűjtése és a Csokonai-kultusz népszerűsítése körül. A debreceni színház 1898-ban tartott 100 éves ünnepélyének egyik legkimagaslóbb része az általa rendezett színészeti kiállítás volt. Méliusz Juhász Péter debreceni első református püspök és Kossuth Lajos debreceni emlékszobrának ügyében is közreműködött.
Szépirodalmi és tárcacikkeket írt a Debreczenbe (1870. olaszországi utazásáról) stb.; társadalmi s közérdekű cikkeket nagy számmal írt 1868-tól a debreceni lapokba; újabb cikkei a Figyelőben (1883. Két elveszett munka); a Budapesti Hirlap, Debreczeni Hirlap és Debreczenben (1891. Debreczen védelme); a Debreczeni Hiradóban (1894. 46., 47. sz. Csokonai József Cs.-Vitéz Mihály atyjának naplója); a Csokonai kör Évkönyvében (1890-94. Csokonai v. M. egy kiadatlan levele), a Budapesti Látogatók Lapjában (1892. 6. sz. Csokonai életrajza); a Debreczeni Ellenőrben (1896. 57. sz. A Stourdza herczegek magyarországi eredetéről.) A Debrecenben a maga idejében közkedveltségnek örvendő Ujvárosi nóta c. népdal szövegét is ő írta.

## Művei
- Megnyitó beszéd, melyet Komlóssy Arthur városi főjegyző és a kör elnöke tartott a Petőfi dalkör megnyitó ünnepélyén az "arany bika" szálló dísztermében 1898. márcz. 15. Debrecen, 1898.
- Alkalmi beszéd, melyet az 1848. törvények 50 éves évfordulójának megünneplése alkalmából Debreczen sz. kir. város törvényhatósági bizottságának 1898. ápr. 11. tartott díszközgyűlésén előadott. Debrecen, 1898.